# جان فان ليوين
جان فان ليوين (بالإنجليزية: Jean Van Leeuwen) (26 ديسمبر 1937)؛ كاتِبة مُتخصِّصة في أدب الأطفال وروائية أمريكية.